# Station Biskupice Wielkopolskie
Station Biskupice Wielkopolskie is een spoorwegstation in de Poolse plaats Biskupice.